# Liste der denkmalgeschützten Objekte in Weyer (Oberösterreich)
Die Liste der denkmalgeschützten Objekte in Weyer enthält die 74 denkmalgeschützten, unbeweglichen Objekte der Gemeinde Weyer im oberösterreichischen Bezirk Steyr-Land.

## Denkmäler
| Foto |                 | Denkmal                                                                                            | Standort                                         | Beschreibung | Metadaten |
| ---- | --------------- | -------------------------------------------------------------------------------------------------- | ------------------------------------------------ | --- | --- |
| ja   | Datei hochladen | Sog. Protestantenturm HERIS-ID: 5439 Objekt-ID: 1305                                               | Kleinreifling 27 Standort KG: Kleinreifling      | | BDA-Hist.: Q37830560 Status: Bescheid Stand der BDA-Liste: 2025-06-30 Name: Sog. Protestantenturm GstNr.: .357                                                                               |
| ja   | Datei hochladen | Kath. Pfarrkirche hl. Josef HERIS-ID: 5429 Objekt-ID: 1295                                         | bei Kleinreifling 162 Standort KG: Kleinreifling | → Hauptartikel : Pfarrkirche Kleinreifling f1 | BDA-Hist.: Q24175506 Status: § 2a Stand der BDA-Liste: 2025-06-30 Name: Kath. Pfarrkirche hl. Josef GstNr.: .462                                                                             |
| BW   | Datei hochladen | Gut am Gang, ehem. Schiffsmeisterhaus HERIS-ID: 5430 Objekt-ID: 1296                               | Küpfern 39 Standort KG: Kleinreifling            | | BDA-Hist.: Q37825424 Status: Bescheid Stand der BDA-Liste: 2025-06-30 Name: Gut am Gang, ehem. Schiffsmeisterhaus GstNr.: .54/3, .54/1                                                       |
| ja   | Datei hochladen | Kirche HERIS-ID: 5435 Objekt-ID: 1301                                                              | Unterlaussa 102, in der Nähe Standort KG: Laussa | → Hauptartikel : Pfarrkirche Unterlaussa f1 | BDA-Hist.: Q37828279 Status: § 2a Stand der BDA-Liste: 2025-06-30 Name: Kirche GstNr.: .425 Kirche Unterlaussa                                                                               |
| ja   | Datei hochladen | Bauernhaus HERIS-ID: 62612 Objekt-ID: 75179                                                        | Unterlaussa 39 Standort KG: Laussa               | | BDA-Hist.: Q38100619 Status: § 2a Stand der BDA-Liste: 2025-06-30 Name: Bauernhaus GstNr.: .121                                                                                              |
| ja   | Datei hochladen | Urkäufisches Haus, Hammerherrenhaus HERIS-ID: 38901 Objekt-ID: 38512                               | Unterlaussa 53 Standort KG: Laussa               | | BDA-Hist.: Q37985124 Status: Bescheid Stand der BDA-Liste: 2025-06-30 Name: Urkäufisches Haus, Hammerherrenhaus GstNr.: .61/2                                                                |
| ja   | Datei hochladen | Wirtschaftsgebäude HERIS-ID: 38902 Objekt-ID: 38513                                                | bei Unterlaussa 53 Standort KG: Laussa           | | BDA-Hist.: Q37985134 Status: Bescheid Stand der BDA-Liste: 2025-06-30 Name: Wirtschaftsgebäude GstNr.: .61/1                                                                                 |
| ja   | Datei hochladen | Hammerwerk Am Kessel HERIS-ID: 38903 Objekt-ID: 38514                                              | Unterlaussa 57 Standort KG: Laussa               | | BDA-Hist.: Q37985155 Status: Bescheid Stand der BDA-Liste: 2025-06-30 Name: Hammerwerk Am Kessel GstNr.: .19 Hammerwerk Weyer                                                                |
| ja   | Datei hochladen | Wohnhaus, Kesselhaus HERIS-ID: 5437 Objekt-ID: 1303                                                | Unterlaussa 60 Standort KG: Laussa               | | BDA-Hist.: Q37829705 Status: Bescheid Stand der BDA-Liste: 2025-06-30 Name: Wohnhaus, Kesselhaus GstNr.: .14 Kesselhaus Unterlaussa                                                          |
| ja   | Datei hochladen | Wirtschaftsgebäude, Pöglgut HERIS-ID: 5431 Objekt-ID: 1297                                         | Unterlaussa 62 Standort KG: Laussa               | | BDA-Hist.: Q37826163 Status: § 2a Stand der BDA-Liste: 2025-06-30 Name: Wirtschaftsgebäude, Pöglgut GstNr.: .29 Pöglgut, Unterlaussa                                                         |
| ja   | Datei hochladen | Bauernhof (Anlage), Pöglgut HERIS-ID: 5433 Objekt-ID: 1299                                         | Unterlaussa 70 Standort KG: Laussa               | | BDA-Hist.: Q37827300 Status: § 2a Stand der BDA-Liste: 2025-06-30 Name: Bauernhof (Anlage), Pöglgut GstNr.: .29 Pöglgut, Unterlaussa                                                         |
| ja   | Datei hochladen | Wohnhaus Moos-Taverne HERIS-ID: 5428 Objekt-ID: 1294                                               | Nach der Enns 25 Standort KG: Nach der Enns      | | BDA-Hist.: Q37824424 Status: Bescheid Stand der BDA-Liste: 2025-06-30 Name: Wohnhaus Moos-Taverne GstNr.: .26 Moos-Taverne Weyer                                                             |
| BW   | Datei hochladen | Großes Loimmer-Gut, Hof Groß-Loiben HERIS-ID: 38905 Objekt-ID: 38517                               | Nach der Enns 30 Standort KG: Nach der Enns      | | BDA-Hist.: Q37985183 Status: Bescheid Stand der BDA-Liste: 2025-06-30 Name: Großes Loimmer-Gut, Hof Groß-Loiben GstNr.: .8                                                                   |
| ja   | Datei hochladen | Steg-Mühle HERIS-ID: 46509 Objekt-ID: 48592                                                        | Bahnpromenade 20 Standort KG: Weyer              | | BDA-Hist.: Q38022108 Status: Bescheid Stand der BDA-Liste: 2025-06-30 Name: Steg-Mühle GstNr.: .301/1 Steg-Mühle Weyer (Oberösterreich)                                                      |
| ja   | Datei hochladen | Kath. Pfarrkirche hl. Johannes Evangelista HERIS-ID: 23974 Objekt-ID: 20347                        | Dirrerweg Standort KG: Weyer                     | Die Pfarrkirche wurde 1259 und (nach einer Erweiterung) 1443 geweiht. In den Jahren 1848 bis 1852 Erbauung des Querschiffes und des Chores. Das einschiffige vierjochige Langhaus ist gotisch und besitzt ein Netzrippengewölbe. Der Turm ist im unteren Teil gotisch und befindet sich an der Südseite des Langhauses, halb in dieses eingestellt. 1949 wurden ein gotisches Fresko (1. Viertel 14. Jahrhundert) und Evangelistensymbole (Mitte des 15. Jahrhunderts) freigelegt und restauriert. Der Hochaltar wird auf die Mitte des 18. Jahrhunderts datiert, das Gemälde wird der Schule des Carl von Reslfeld zugeschrieben. In der Kirche befinden sich mehrere gotische und barocke Grabsteine. Die Glocke ist von 1711. | BDA-Hist.: Q16269210 Status: § 2a Stand der BDA-Liste: 2025-06-30 Name: Kath. Pfarrkirche hl. Johannes Evangelista GstNr.: .87/1 Pfarrkirche hl. Johannes Evangelista Weyer (Oberösterreich) |
| ja   | Datei hochladen | Kriegerdenkmal HERIS-ID: 62618 Objekt-ID: 75186                                                    | Dirrerweg Standort KG: Weyer                     | | BDA-Hist.: Q38100665 Status: § 2a Stand der BDA-Liste: 2025-06-30 Name: Kriegerdenkmal GstNr.: 228/1 Kriegerdenkmal Weyer                                                                    |
| ja   | Datei hochladen | Ritt-Kapelle HERIS-ID: 62617 Objekt-ID: 75185                                                      | bei Hollensteiner Straße 39 Standort KG: Weyer   | | BDA-Hist.: Q38100657 Status: § 2a Stand der BDA-Liste: 2025-06-30 Name: Ritt-Kapelle GstNr.: .155/3 Ritt-Kapelle Weyer                                                                       |
| ja   | Datei hochladen | Ehem. Wasserheilanstalt HERIS-ID: 23032 Objekt-ID: 19379seit 2012                                  | Hollensteiner Straße 43 Standort KG: Weyer       | | BDA-Hist.: Q37873926 Status: Bescheid Stand der BDA-Liste: 2025-06-30 Name: Ehem. Wasserheilanstalt GstNr.: 394/1, .376 Wasserheilanstalt Weyer (Oberösterreich)                             |
| ja   | Datei hochladen | Sebastianskapelle HERIS-ID: 23982 Objekt-ID: 20355                                                 | bei Marktplatz 1 Standort KG: Weyer              | Die Sebastianskapelle wurde bereits 1513 urkundlich erwähnt und ist ein spätgotischer Bau mit barockem Turm. Der auf 1774 datierte Hochaltar ist mit bemerkenswerten Statuen und einem Gemälde von Anton Putschi ausgestattet. Im Chor befinden sich Statuen aus dem Rokoko. Die Kirche besitzt ein spätgotisches Holzrelief Tod Mariae, das aus dem ausgehenden 15. Jahrhundert stammt. | BDA-Hist.: Q37880731 Status: § 2a Stand der BDA-Liste: 2025-06-30 Name: Sebastianskapelle GstNr.: .188 Sebastianskapelle Weyer (Oberösterreich)                                              |
| ja   | Datei hochladen | Bürgerhaus, Dreherhaus, Kompaniehof HERIS-ID: 26511 Objekt-ID: 22986                               | Marktplatz 1 Standort KG: Weyer                  | | BDA-Hist.: Q37902141 Status: Bescheid Stand der BDA-Liste: 2025-06-30 Name: Bürgerhaus, Dreherhaus, Kompaniehof GstNr.: .187                                                                 |
| ja   | Datei hochladen | Bürgerhaus, Bezirksgericht HERIS-ID: 26513 Objekt-ID: 22988                                        | Marktplatz 3 Standort KG: Weyer                  | | BDA-Hist.: Q37902157 Status: § 2a Stand der BDA-Liste: 2025-06-30 Name: Bürgerhaus, Bezirksgericht GstNr.: .201                                                                              |
| ja   | Datei hochladen | Brunnen HERIS-ID: 23963 Objekt-ID: 20335                                                           | vor Marktplatz 3 Standort KG: Weyer              | | BDA-Hist.: Q37880533 Status: § 2a Stand der BDA-Liste: 2025-06-30 Name: Brunnen GstNr.: 805/14 Löwenfigurbrunnen Weyer                                                                       |
| ja   | Datei hochladen | Bürgerhaus, Pantzhaus HERIS-ID: 24708 Objekt-ID: 21114                                             | Marktplatz 4 Standort KG: Weyer                  | | BDA-Hist.: Q37886746 Status: Bescheid Stand der BDA-Liste: 2025-06-30 Name: Bürgerhaus, Pantzhaus GstNr.: .197                                                                               |
| ja   | Datei hochladen | Bürgerhaus, Vorgeherhaus HERIS-ID: 24709 Objekt-ID: 21115                                          | Marktplatz 5 Standort KG: Weyer                  | | BDA-Hist.: Q37886765 Status: Bescheid Stand der BDA-Liste: 2025-06-30 Name: Bürgerhaus, Vorgeherhaus GstNr.: .205                                                                            |
| ja   | Datei hochladen | Preuenhueberhaus, Bischöfliches Amtshaus HERIS-ID: 24710 Objekt-ID: 21116                          | Marktplatz 6 Standort KG: Weyer                  | Das spätgotische Gebäude wurde in der zweiten Hälfte des 16. Jahrhunderts erbaut. Mit der Gründung der Innerberger Hauptgewerkschaft 1625 ging das Haus an Valentin Preuenhueber, später Prevenhuber, welcher der Leiter der Innerberger war. Das rundbogige Portal im Renaissancestil entstand 1642 aus Aflenzer Sandstein. | BDA-Hist.: Q37886779 Status: Bescheid Stand der BDA-Liste: 2025-06-30 Name: Preuenhueberhaus, Bischöfliches Amtshaus GstNr.: .200 Prevenhuberhaus                                            |
| ja   | Datei hochladen | Ehem. Marktgericht, Soldatenhaus HERIS-ID: 24712 Objekt-ID: 21118                                  | Marktplatz 8 Standort KG: Weyer                  | | BDA-Hist.: Q37886804 Status: § 2a Stand der BDA-Liste: 2025-06-30 Name: Ehem. Marktgericht, Soldatenhaus GstNr.: .206 Rathaus Weyer (Oberösterreich)                                         |
| ja   | Datei hochladen | Bürgerhaus, alte Schule HERIS-ID: 24714 Objekt-ID: 21120                                           | Marktplatz 10 Standort KG: Weyer                 | | BDA-Hist.: Q37886850 Status: § 2a Stand der BDA-Liste: 2025-06-30 Name: Bürgerhaus, alte Schule GstNr.: .208                                                                                 |
| ja   | Datei hochladen | Bürgerhaus HERIS-ID: 24717 Objekt-ID: 21123                                                        | Marktplatz 14 Standort KG: Weyer                 | | BDA-Hist.: Q37886869 Status: Bescheid Stand der BDA-Liste: 2025-06-30 Name: Bürgerhaus GstNr.: .219                                                                                          |
| ja   | Datei hochladen | Bürgerhaus, Sylesier-Haus HERIS-ID: 23961 Objekt-ID: 20333                                         | Marktplatz 15 Standort KG: Weyer                 | | BDA-Hist.: Q37880494 Status: Bescheid Stand der BDA-Liste: 2025-06-30 Name: Bürgerhaus, Sylesier-Haus GstNr.: .222 Sylesier-Haus, Marktplatz 15, Weyer                                       |
| ja   | Datei hochladen | Wohnhaus HERIS-ID: 23962 Objekt-ID: 20334                                                          | Marktplatz 16 Standort KG: Weyer                 | | BDA-Hist.: Q37880515 Status: § 57-Mandatsbescheid Stand der BDA-Liste: 2025-06-30 Name: Wohnhaus GstNr.: .220, 451                                                                           |
| ja   | Datei hochladen | Händlhaus mit Gartenpavillon HERIS-ID: 23964 Objekt-ID: 20336                                      | Marktplatz 17 Standort KG: Weyer                 | → Hauptartikel : Händlhaus f1 | BDA-Hist.: Q37880553 Status: Bescheid Stand der BDA-Liste: 2025-06-30 Name: Händlhaus mit Gartenpavillon GstNr.: .223, 495/1, 495/2 Händlhaus                                                |
| ja   | Datei hochladen | Biberbrunnen HERIS-ID: 24707 Objekt-ID: 21113                                                      | vor Marktplatz 17 Standort KG: Weyer             | | BDA-Hist.: Q37886728 Status: § 2a Stand der BDA-Liste: 2025-06-30 Name: Biberbrunnen GstNr.: 805/17 Biberbrunnen (Weyer)                                                                     |
| ja   | Datei hochladen | Bürger- und. Handwerkerhaus HERIS-ID: 23966 Objekt-ID: 20339                                       | Marktplatz 19 Standort KG: Weyer                 | | BDA-Hist.: Q37880566 Status: Bescheid Stand der BDA-Liste: 2025-06-30 Name: Bürger- und. Handwerkerhaus GstNr.: .224                                                                         |
| ja   | Datei hochladen | Bürgerhaus, Stachelhaus HERIS-ID: 23969 Objekt-ID: 20342                                           | Marktplatz 25 Standort KG: Weyer                 | | BDA-Hist.: Q37880585 Status: Bescheid Stand der BDA-Liste: 2025-06-30 Name: Bürgerhaus, Stachelhaus GstNr.: .234                                                                             |
| ja   | Datei hochladen | Bürgerhaus HERIS-ID: 23970 Objekt-ID: 20343                                                        | Marktplatz 26 Standort KG: Weyer                 | | BDA-Hist.: Q37880601 Status: Bescheid Stand der BDA-Liste: 2025-06-30 Name: Bürgerhaus GstNr.: .242                                                                                          |
| ja   | Datei hochladen | Ehem. Gemeindeamt Weyer-Land HERIS-ID: 23971 Objekt-ID: 20344                                      | Marktplatz 28 Standort KG: Weyer                 | | BDA-Hist.: Q37880620 Status: § 2a Stand der BDA-Liste: 2025-06-30 Name: Ehem. Gemeindeamt Weyer-Land GstNr.: .243                                                                            |
| ja   | Datei hochladen | Altes Gerichtshaus HERIS-ID: 62615 Objekt-ID: 75183                                                | Marktplatz 28a Standort KG: Weyer                | | BDA-Hist.: Q38100638 Status: § 2a Stand der BDA-Liste: 2025-06-30 Name: Altes Gerichtshaus GstNr.: .241 Altes Gerichtshaus Weyer (Oberösterreich)                                            |
| ja   | Datei hochladen | Schloss Weyer, Egerer-Schlössel HERIS-ID: 23972 Objekt-ID: 20345                                   | Marktplatz 30 Standort KG: Weyer                 | → Hauptartikel : Egerer Schlössl f1 | BDA-Hist.: Q15110129 Status: § 2a Stand der BDA-Liste: 2025-06-30 Name: Schloss Weyer, Egerer-Schlössel GstNr.: .240 Schloss Weyer (Oberösterreich)                                          |
| ja   | Datei hochladen | Figur hl. Johannes Nepomuk HERIS-ID: 23973 Objekt-ID: 20346                                        | vor Marktplatz 30 Standort KG: Weyer             | | BDA-Hist.: Q37880647 Status: § 2a Stand der BDA-Liste: 2025-06-30 Name: Figur hl. Johannes Nepomuk GstNr.: 805/12 Johannes Nepomuk Weyer                                                     |
| ja   | Datei hochladen | Kapelle, ehem. Gartenpavillon HERIS-ID: 23980 Objekt-ID: 20353                                     | Oberer Kirchenweg Standort KG: Weyer             | | BDA-Hist.: Q37880712 Status: § 2a Stand der BDA-Liste: 2025-06-30 Name: Kapelle, ehem. Gartenpavillon GstNr.: .142 Gartenpavillon Weyer                                                      |
| ja   | Datei hochladen | Pfarrhof HERIS-ID: 23975 Objekt-ID: 20348                                                          | Oberer Kirchenweg 2 Standort KG: Weyer           | Der spätgotische Pfarrhof wurde in der Mitte des 18. Jahrhunderts ausgebaut. Die Stuckfassade stammt aus dieser Zeit. | BDA-Hist.: Q37880674 Status: § 2a Stand der BDA-Liste: 2025-06-30 Name: Pfarrhof GstNr.: .143                                                                                                |
| ja   | Datei hochladen | Bürgerhaus, ehem. Poststation von Weyer HERIS-ID: 25965 Objekt-ID: 22417                           | Oberer Markt 1 Standort KG: Weyer                | | BDA-Hist.: Q37897869 Status: Bescheid Stand der BDA-Liste: 2025-06-30 Name: Bürgerhaus, ehem. Poststation von Weyer GstNr.: .179/3                                                           |
| ja   | Datei hochladen | Hotel Post HERIS-ID: 25966 Objekt-ID: 22418                                                        | Oberer Markt 2 Standort KG: Weyer                | | BDA-Hist.: Q37897884 Status: Bescheid Stand der BDA-Liste: 2025-06-30 Name: Hotel Post GstNr.: .178                                                                                          |
| ja   | Datei hochladen | Bürgerhaus, ehem. Hammerherrenhaus HERIS-ID: 25967 Objekt-ID: 22419                                | Oberer Markt 3 Standort KG: Weyer                | Das Gebäude Oberer Markt Nr. 3 besitzt eine barocke Fassade, im Hof sind Pfeilerarkaden aus dem 16. Jahrhundert ersichtlich. | BDA-Hist.: Q37897899 Status: Bescheid Stand der BDA-Liste: 2025-06-30 Name: Bürgerhaus, ehem. Hammerherrenhaus GstNr.: .183                                                                  |
| ja   | Datei hochladen | Wohnhaus, ehem. Gasthaus zum Schwarzen Bären HERIS-ID: 25968 Objekt-ID: 22420                      | Oberer Markt 4 Standort KG: Weyer                | Das Tor am Gebäude Oberer Markt Nr. 4 ist gotisch und wird auf das 16. Jahrhundert datiert. Die Fassade ist mit Empireschmuck ausgestattet, im Hof befinden sich Pfeilerarkaden aus dem 3. Viertel des 16. Jahrhunderts. | BDA-Hist.: Q37897928 Status: Bescheid Stand der BDA-Liste: 2025-06-30 Name: Wohnhaus, ehem. Gasthaus zum Schwarzen Bären GstNr.: .177                                                        |
| ja   | Datei hochladen | Bürgerhaus, ehem. Bräuhaus HERIS-ID: 25969 Objekt-ID: 22421                                        | Oberer Markt 5 Standort KG: Weyer                | Das Haus Oberer Markt Nr. 5 ist an seiner breiten barocken Schauseite, die mit geschwungenen Attika und barockem Stuck aus dem 2. Viertel des 18. Jahrhunderts ausgeführt ist, erkennbar. Der Hof besitzt Säulenarkaden an allen Seiten, diese stammen wohl aus dem 16. Jahrhundert. | BDA-Hist.: Q37897943 Status: Bescheid Stand der BDA-Liste: 2025-06-30 Name: Bürgerhaus, ehem. Bräuhaus GstNr.: .184 Bräuhaus Weyer (Oberösterreich)                                          |
| ja   | Datei hochladen | Bürgerhaus HERIS-ID: 25970 Objekt-ID: 22422                                                        | Oberer Markt 6 Standort KG: Weyer                | Der Obere Markt Nr. 6 besitzt ein Renaissance-Portal, datiert auf 1642. | BDA-Hist.: Q37897952 Status: Bescheid Stand der BDA-Liste: 2025-06-30 Name: Bürgerhaus GstNr.: .189                                                                                          |
| ja   | Datei hochladen | Toranlage der ehem. Poststation HERIS-ID: 59706 Objekt-ID: 71235                                   | bei Oberer Markt 7 Standort KG: Weyer            | | BDA-Hist.: Q38088373 Status: § 57-Mandatsbescheid Stand der BDA-Liste: 2025-06-30 Name: Toranlage der ehem. Poststation GstNr.: .179/4                                                       |
| ja   | Datei hochladen | Bürgerhaus, Apothekerhaus HERIS-ID: 25971 Objekt-ID: 22423                                         | Oberer Markt 8 Standort KG: Weyer                | | BDA-Hist.: Q37897963 Status: Bescheid Stand der BDA-Liste: 2025-06-30 Name: Bürgerhaus, Apothekerhaus GstNr.: .191                                                                           |
| ja   | Datei hochladen | Anlage Untere Forsthub HERIS-ID: 59268 Objekt-ID: 70378                                            | Obsweyer 10 Standort KG: Weyer                   | | BDA-Hist.: Q38086607 Status: Bescheid Stand der BDA-Liste: 2025-06-30 Name: Anlage Untere Forsthub GstNr.: .273, .278, .277                                                                  |
| ja   | Datei hochladen | Mühle am Weidach, Imitzer- oder Stubmer-Mühle, sog. Beinhacklmühle HERIS-ID: 11338 Objekt-ID: 7423 | Platzergasse 2 Standort KG: Weyer                | | BDA-Hist.: Q38097353 Status: Bescheid Stand der BDA-Liste: 2025-06-30 Name: Mühle am Weidach, Imitzer- oder Stubmer-Mühle, sog. Beinhacklmühle GstNr.: .93/1                                 |
| ja   | Datei hochladen | Wohnhaus HERIS-ID: 62616 Objekt-ID: 75184                                                          | Schulhof 3 Standort KG: Weyer                    | | BDA-Hist.: Q38100649 Status: § 2a Stand der BDA-Liste: 2025-06-30 Name: Wohnhaus GstNr.: .131                                                                                                |
| ja   | Datei hochladen | Wohnhaus, Balgsetzerhaus HERIS-ID: 46508 Objekt-ID: 48591                                          | Steyrerstraße 17 Standort KG: Weyer              | | BDA-Hist.: Q38022096 Status: Bescheid Stand der BDA-Liste: 2025-06-30 Name: Wohnhaus, Balgsetzerhaus GstNr.: .55/1                                                                           |
| ja   | Datei hochladen | Taverne am Kasten, Ennsmuseum Kastenreith HERIS-ID: 110659 Objekt-ID: 128374                       | Steyrer Straße 27 Standort KG: Weyer             | | BDA-Hist.: Q37820068 Status: Bescheid Stand der BDA-Liste: 2025-06-30 Name: Taverne am Kasten, Ennsmuseum Kastenreith GstNr.: .2/1                                                           |
| ja   | Datei hochladen | Wirts- und Bäckerhaus HERIS-ID: 45277 Objekt-ID: 46495                                             | Unterer Kirchenweg 2 Standort KG: Weyer          | | BDA-Hist.: Q38014848 Status: Bescheid Stand der BDA-Liste: 2025-06-30 Name: Wirts- und Bäckerhaus GstNr.: .72/1 Wirts und Bäckerhaus Weyer (Oberösterreich)                                  |
| ja   | Datei hochladen | Bürgerhaus Zum Auge Gottes HERIS-ID: 25972 Objekt-ID: 22424                                        | Unterer Markt 1 Standort KG: Weyer               | | BDA-Hist.: Q37897976 Status: Bescheid Stand der BDA-Liste: 2025-06-30 Name: Bürgerhaus Zum Auge Gottes GstNr.: .140                                                                          |
| ja   | Datei hochladen | Bürgerhaus, Sokoup-Schmiede HERIS-ID: 25973 Objekt-ID: 22425                                       | Unterer Markt 2 Standort KG: Weyer               | | BDA-Hist.: Q37897989 Status: Bescheid Stand der BDA-Liste: 2025-06-30 Name: Bürgerhaus, Sokoup-Schmiede GstNr.: .138                                                                         |
| ja   | Datei hochladen | Wohn- und Geschäftshaus, ehem. k.u.k. Tabak Trafik HERIS-ID: 25974 Objekt-ID: 22426                | Unterer Markt 3 Standort KG: Weyer               | | BDA-Hist.: Q37898005 Status: Bescheid Stand der BDA-Liste: 2025-06-30 Name: Wohn- und Geschäftshaus, ehem. k.u.k. Tabak Trafik GstNr.: .139/2                                                |
| ja   | Datei hochladen | Bürgerhaus HERIS-ID: 46817 Objekt-ID: 49074                                                        | Unterer Markt 4 Standort KG: Weyer               | | BDA-Hist.: Q38023898 Status: Bescheid Stand der BDA-Liste: 2025-06-30 Name: Bürgerhaus GstNr.: .136/2, .136/3, 250/2                                                                         |
| ja   | Datei hochladen | Bürgerhaus HERIS-ID: 25975 Objekt-ID: 22427                                                        | Unterer Markt 5 Standort KG: Weyer               | | BDA-Hist.: Q37898018 Status: Bescheid Stand der BDA-Liste: 2025-06-30 Name: Bürgerhaus GstNr.: .132                                                                                          |
| ja   | Datei hochladen | Bürgerhaus HERIS-ID: 38906 Objekt-ID: 38524                                                        | Unterer Markt 6 Standort KG: Weyer               | | BDA-Hist.: Q37985202 Status: Bescheid Stand der BDA-Liste: 2025-06-30 Name: Bürgerhaus GstNr.: .136/1                                                                                        |
| ja   | Datei hochladen | Bürgerhaus, Fürstenhaus HERIS-ID: 46826 Objekt-ID: 49084                                           | Unterer Markt 7 Standort KG: Weyer               | | BDA-Hist.: Q38024008 Status: Bescheid Stand der BDA-Liste: 2025-06-30 Name: Bürgerhaus, Fürstenhaus GstNr.: .130                                                                             |
| ja   | Datei hochladen | Bürgerhaus HERIS-ID: 46818 Objekt-ID: 49076                                                        | Unterer Markt 8 Standort KG: Weyer               | | BDA-Hist.: Q38023909 Status: Bescheid Stand der BDA-Liste: 2025-06-30 Name: Bürgerhaus GstNr.: .135                                                                                          |
| ja   | Datei hochladen | Gewerkenhaus, Gasthaus HERIS-ID: 26510 Objekt-ID: 22985                                            | Unterer Markt 9 Standort KG: Weyer               | | BDA-Hist.: Q37902127 Status: Bescheid Stand der BDA-Liste: 2025-06-30 Name: Gewerkenhaus, Gasthaus GstNr.: .129                                                                              |
| ja   | Datei hochladen | Bürgerhaus HERIS-ID: 46819 Objekt-ID: 49077                                                        | Unterer Markt 10 Standort KG: Weyer              | | BDA-Hist.: Q38023922 Status: Bescheid Stand der BDA-Liste: 2025-06-30 Name: Bürgerhaus GstNr.: .134                                                                                          |
| ja   | Datei hochladen | Bürgerhaus HERIS-ID: 46820 Objekt-ID: 49078                                                        | Unterer Markt 12 Standort KG: Weyer              | | BDA-Hist.: Q38023946 Status: Bescheid Stand der BDA-Liste: 2025-06-30 Name: Bürgerhaus GstNr.: .133                                                                                          |
| ja   | Datei hochladen | Bürgerhaus, ehem. Zeugschmiede HERIS-ID: 46821 Objekt-ID: 49079                                    | Unterer Markt 14 Standort KG: Weyer              | | BDA-Hist.: Q38023957 Status: Bescheid Stand der BDA-Liste: 2025-06-30 Name: Bürgerhaus, ehem. Zeugschmiede GstNr.: .126                                                                      |
| ja   | Datei hochladen | Innerberger Stadel HERIS-ID: 46111 Objekt-ID: 47774                                                | Unterer Markt 15 Standort KG: Weyer              | → Hauptartikel : Innerberger Stadel (Weyer) f1 | BDA-Hist.: Q1663976 Status: Bescheid Stand der BDA-Liste: 2025-06-30 Name: Innerberger Stadel GstNr.: .109/1 Innerberger Stadel in Weyer (Oberösterreich)                                    |
| ja   | Datei hochladen | Bürgerhaus, Wurschenhofer-Mühle HERIS-ID: 46822 Objekt-ID: 49080                                   | Unterer Markt 16 Standort KG: Weyer              | | BDA-Hist.: Q38023966 Status: Bescheid Stand der BDA-Liste: 2025-06-30 Name: Bürgerhaus, Wurschenhofer-Mühle GstNr.: .125                                                                     |
| ja   | Datei hochladen | Bürgerhaus, altes Brauhaus HERIS-ID: 46823 Objekt-ID: 49081                                        | Unterer Markt 18 Standort KG: Weyer              | | BDA-Hist.: Q38023977 Status: Bescheid Stand der BDA-Liste: 2025-06-30 Name: Bürgerhaus, altes Brauhaus GstNr.: .124                                                                          |
| ja   | Datei hochladen | Bürgerhaus, Frey-Haus HERIS-ID: 46824 Objekt-ID: 49082                                             | Unterer Markt 20 Standort KG: Weyer              | | BDA-Hist.: Q38023987 Status: Bescheid Stand der BDA-Liste: 2025-06-30 Name: Bürgerhaus, Frey-Haus GstNr.: .123                                                                               |
| ja   | Datei hochladen | Bürgerhaus HERIS-ID: 46825 Objekt-ID: 49083                                                        | Unterer Markt 22 Standort KG: Weyer              | | BDA-Hist.: Q38023998 Status: Bescheid Stand der BDA-Liste: 2025-06-30 Name: Bürgerhaus GstNr.: .122                                                                                          |
| ja   | Datei hochladen | Ehem. Bürgerspital mit Kirche HERIS-ID: 52711 Objekt-ID: 60210                                     | Unterer Markt 26 Standort KG: Weyer              | | BDA-Hist.: Q38053599 Status: § 2a Stand der BDA-Liste: 2025-06-30 Name: Ehem. Bürgerspital mit Kirche GstNr.: .114, .115 Bürgerspital Weyer (Oberösterreich)                                 |
| ja   | Datei hochladen | Bürgerhaus, Wachszieherhaus, Gut an der Steinwand HERIS-ID: 46835 Objekt-ID: 49096                 | Unterer Markt 42 Standort KG: Weyer              | | BDA-Hist.: Q38024065 Status: Bescheid Stand der BDA-Liste: 2025-06-30 Name: Bürgerhaus, Wachszieherhaus, Gut an der Steinwand GstNr.: .102/1                                                 |

## Ehemalige Denkmäler
| Foto |                 | Denkmal                                                     | Standort                               | Beschreibung | Metadaten |
| ---- | --------------- | ----------------------------------------------------------- | -------------------------------------- | ------------ | --- |
| ja   | Datei hochladen | Grueb am Griess, Pfarrkindergarten Objekt-ID: 20349bis 2019 | Oberer Kirchenweg 2 Standort KG: Weyer |              | BDA-Hist.: Q37880691 Status: § 2a Stand der BDA-Liste: 2019-01-23 Name: Grueb am Griess, Pfarrkindergarten GstNr.: .144 |